# Pseudagrion caffrum
Pseudagrion caffrum – gatunek ważki z rodziny łątkowatych (Coenagrionidae). Występuje w Afryce Południowej, stwierdzono go jedynie w RPA i Eswatini.
Występuje na wysokości 700–1500 m n.p.m., być może nawet do 2200 m n.p.m. Imago lata od października do końca maja. Długość ciała 33–34 mm. Długość tylnego skrzydła 20,5 mm.